# Вороновка (Веселиновский район)
Вороновка (укр. Воронівка) — село в Веселиновском районе Николаевской области Украины.
Население по переписи 2001 года составляло 62 человека. Почтовый индекс — 329732. Телефонный код — 5163. Занимает площадь 0,242 км².

## Местный совет
57030, Николаевская обл., Веселиновский р-н, пгт Кудрявцевка, ул. Ленина, 33